# Biblioteca Nacional de França
La Biblioteca Nacional de França (en francès: Bibliothèque nationale de France) fundada el 1792, coneguda amb l'acrònim BnF i anomenada també Biblioteca Nacional de París, és una de les biblioteques més importants de França i del món. Té l'estatut d'establiment públic. Les seves activitats estan repartides entre diferents seus, la principal és la seu François Mitterrand, situada al barri de Tolbiac, al 13è districte, a la vora sud de París. També és àmpliament coneguda per Gallica, la seva biblioteca digital. Un decret de l'any 1537, que segueix encara en vigor, exigeix que la Biblioteca Nacional de França guardi un exemplar de totes les obres publicades a França. Actualment, allotja en total més de 13 milions de llibres i 350.000 volums enquadernats de manuscrits, a més de col·leccions de mapes, monedes, documents, estampes i registres sonors.
La seu històrica fou projectada per l'arquitecte Jean Louis Pascal la dècada del 1920 i fou oberta al públic el 1936.

## Història
La Biblioteca Nacional de França remunta el seu origen a la biblioteca reial fundada al Palau del Louvre per Carles V el 1368. Charles havia rebut una col·lecció de manuscrits del seu predecessor, Joan II, i els va traslladar al Louvre des del Palau de la Cité. El primer bibliotecari del registre va ser Claude Mallet, el valet de chambre del rei, que va fer una mena de catàleg, Inventoire des Livres du Roy nostre Seigneur estans au Chastel du Louvre. Jean Blanchet va fer una altra llista el 1380 i Jean de Bégue una el 1411 i una altra el 1424. Carles V va ser un mecenes de l'aprenentatge i va encoratjar la confecció i col·lecció de llibres. És sabut que va contractar Nicolau Oresme, Raoul de Presle i altres per transcriure textos antics. A la mort de Carles VI, aquesta primera col·lecció va ser comprada unilateralment pel regent anglès de França, el duc de Bedford, que la va traslladar a Anglaterra el 1424. Aparentment, es va dispersar a la seva mort el 1435.
Carles VII va fer poc per reparar la pèrdua d'aquests llibres, però la invenció de la impremta va donar lloc a l'inici d'una altra col·lecció al Louvre heretada per Lluís XI el 1461. Carles VIII es va apoderar d'una part de la col·lecció dels reis d'Aragó. Lluís XII, que havia heretat la biblioteca de Blois, va incorporar aquesta última a la Bibliothèque du Roi i la va enriquir encara més amb la col·lecció Gruthuyse i amb el saqueig de Milà. Francesc I va traslladar la col·lecció el 1534 a Fontainebleau i la va fusionar amb la seva biblioteca privada. Durant el seu regnat, les enquadernacions fines es van convertir en la bogeria i molts dels llibres afegits per ell i Enric II són obres mestres de l'art de l'enquadernador.
Sota la direcció bibliotecària de Jacques Amyot, la col·lecció va ser traslladada a París i després reubicada en diverses ocasions, un procés durant el qual molts tresors es van perdre. Enric IV de França va fer traslladar al Liceu Louis-le-Grand el 1595, un any després de l'expulsió dels jesuïtes del seu establiment. El 1604, els jesuïtes van poder tornar i la col·lecció va ser traslladada al convent dels Cordeliers, després el 1622 a la propera Confrérie de Saint-Côme et de Saint-Damien a la rue de la Harpe. El nomenament de Jacques Auguste de Thou com a bibliotecari va iniciar un període de desenvolupament que la va convertir en la col·lecció de llibres més gran i rica del món. El va succeir el seu fill que va ser substituït, quan va ser executat per traïció, per Jérôme Bignon, el primer d'una línia de bibliotecaris del mateix nom. Amb Thou, la biblioteca es va enriquir amb les col·leccions de la reina Caterina de Mèdici. La biblioteca va créixer ràpidament durant els regnats de Lluís XIII de França i Lluís XIV de França, degut en gran part a l'interès del ministre Jean-Baptiste Colbert, ell mateix col·leccionista de llibres dedicat.
El lloc de la Rue de la Harpe va resultar inadequat, i la biblioteca va ser novament traslladada, el 1666, a dues cases adjacents a la Rue Vivienne. Després de Colbert, el ministre de Lluís XIV, François Michel Le Tellier, marquès de Louvois, també es va interessar per la biblioteca i va contractar Jean Mabillon, Melchisédech Thévenot i altres per adquirir llibres de totes les fonts. L'any 1688 es va elaborar un catàleg en vuit volums. Louvois va considerar la construcció d'un edifici opulent per acollir-lo al que seria la Place Vendôme, un projecte que, però, va quedar sense executar després de la mort del ministre el 1691.
La biblioteca es va obrir al públic l'any 1692, sota l'administració de l'abbot Camille el Tellier de Louvois, fill del ministre. L'abat Louvois va ser succeït per Jean-Paul Bignon, que el 1721 va aprofitar l'oportunitat de l'enfonsament de la Companyia del Mississipi de John Law. L'empresa havia estat traslladada per Law a l'antic palau del cardenal Mazzarino al voltant de l'Hôtel Tubeuf, i el seu fracàs va alliberar un espai important on la Biblioteca s'ampliaria (tot i que el mateix Hotel Tubeuf romandria ocupat per la Companyia Francesa de les Índies Orientals i més tard per la burocràcia financera de França fins a la Dècada de 1820). Bignon també va instituir una reforma completa del sistema de la biblioteca. Es van fer catàlegs que van aparèixer del 1739 al 1753 en 11 volums. Les col·leccions van augmentar constantment per compra i donació fins l'esclat de la Revolució Francesa, moment en què es trobava en greu perill de destrucció parcial o total, però a causa de les activitats d’Antoine-Augustin Renouard i Joseph Van Praet no va patir cap dany.
Les col·leccions de la biblioteca van augmentar a més de 300.000 volums durant la fase radical de la Revolució Francesa, quan les biblioteques privades d'aristòcrates i clergues van ser confiscades. Després de l'establiment de la Primera República Francesa el setembre de 1792, l'Assemblea va declarar la Bibliothèque du Roi com a propietat nacional i la institució va ser rebatejada com a Bibliothèque Nationale. Després de quatre segles de control per part de la Corona, aquesta gran biblioteca esdevingué ara propietat del poble francès."

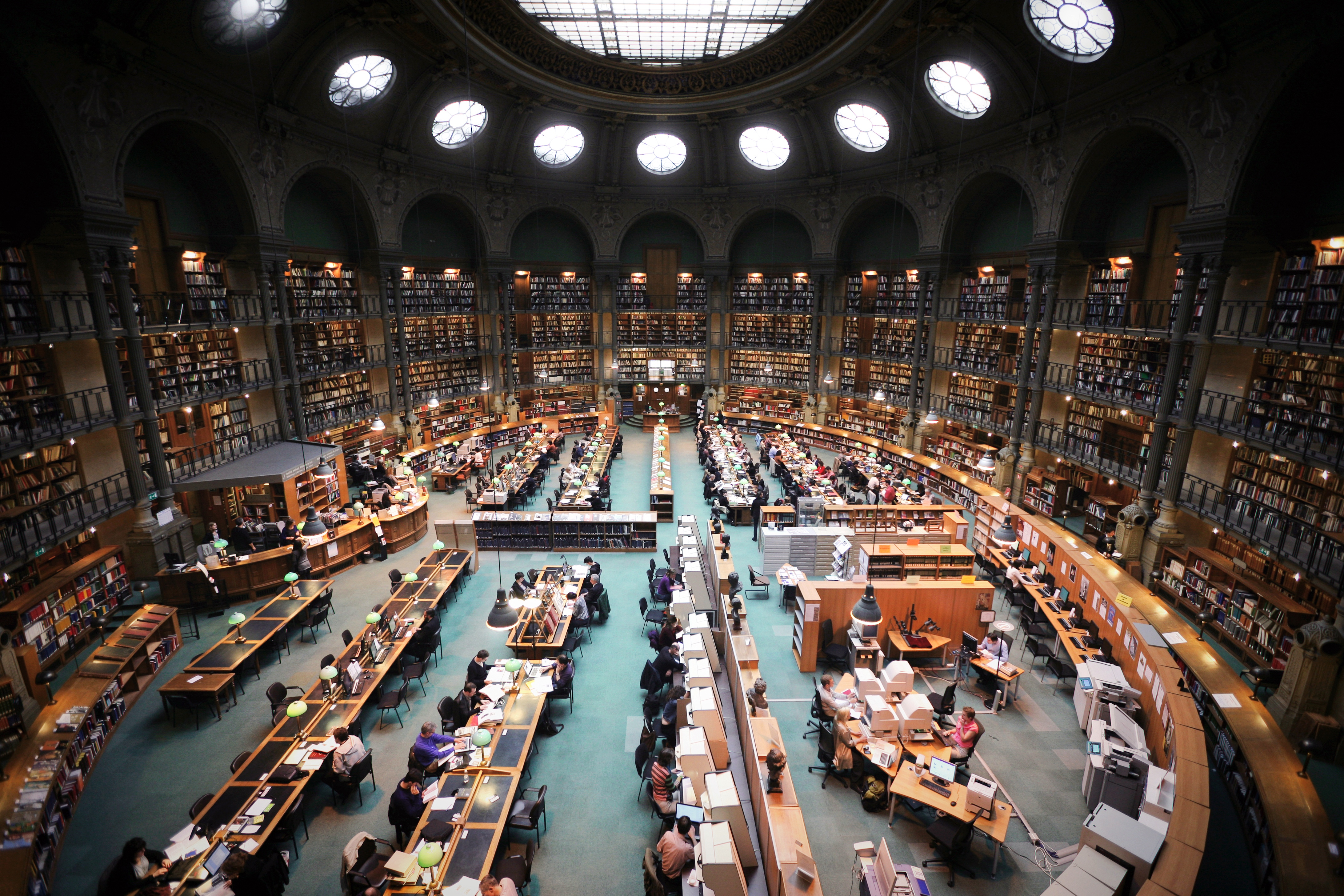
Sala de lectura, Espai Richelieu

Es va establir una nova organització administrativa. Napoleó es va interessar molt per la biblioteca i, entre altres coses, va emetre una ordre perquè tots els llibres de les biblioteques provincials que no posseïssin la Bibliothèque Nationale li havien de ser remesos, subjecte a la seva substitució per intercanvis d'igual valor de les col·leccions duplicades, fent possible, com deia Napoleó, trobar una còpia de qualsevol llibre de França a la Biblioteca Nacional. A més, Napoleó va augmentar les col·leccions amb el botí de les seves conquestes. Un nombre considerable d'aquests llibres van ser restaurats després de la seva caiguda. Durant el període de 1800 a 1836, la biblioteca estava pràcticament sota el control de Joseph Van Praet. A la seva mort contenia més de 650.000 llibres impresos i uns 80.000 manuscrits.
Després d'una sèrie de canvis de règim a França, es va convertir en la Biblioteca Nacional Imperial i el 1868 es va traslladar a edificis de nova construcció a la Rue de Richelieu dissenyats per Henri Labrouste. A la mort de Labrouste el 1875, la biblioteca es va ampliar encara més, incloent la gran escala i la Sala Oval, per l'arquitecte acadèmic Jean-Louis Pascal. L'any 1896, la biblioteca encara era el dipòsit de llibres més gran del món, tot i que des d'aleshores ha estat superada per altres biblioteques per aquest títol. El 1920, la col·lecció de la biblioteca havia crescut fins a 4.050.000 volums i 11.000 manuscrits.
| « | M. Henri Lemaître, vicepresident de l'Associació de Biblioteques de França i antic bibliotecari de la Bibliothèque Nationale... va explicar la història de les biblioteques i els bibliotecaris francesos durant l'ocupació alemanya, un registre de destrucció i discriminació racial. Entre 1940 i 1945, més de dos milions de llibres es van perdre a causa dels estralls de la guerra, molts d'ells formaven part de les col·leccions locals insubstituïbles de França. Molts milers de llibres, incloses biblioteques completes, van ser confiscats pels alemanys. No obstant això, els bibliotecaris francesos es van mantenir ferms contra totes les amenaces i van continuar servint els seus lectors al màxim de les seves capacitats. En la seva vida privada i en les seves ocupacions professionals estaven en la lluita contra els nazis, i molts van patir presó i mort per la seva devoció. Malgrat l'oposició nazi, van mantenir un subministrament de llibres als presoners de guerra francesos. Van continuar subministrant llibres en diverses llistes proscrites a lectors de confiança; i quan va arribar l'alliberament, estaven preprats amb els seus plans de rehabilitació amb la creació de nous centres de llibres per al poble francès en les línies del sistema de biblioteques del comtat anglès.. | » |

## Espai Richelieu
L'espai Richelieu ocupa una illa completa de París, envoltat per rue de Richelieu (oest), rue des Petits-Champs (sud), rue Vivienne (est), i Rue Colbert (nord). Hi ha dues entrades, respectivament al 58, rue de Richelieu i 5, rue Vivienne. Aquest lloc va ser la ubicació principal de la biblioteca durant 275 anys, del 1721 al 1996. Actualment acull el Museu BnF així com les instal·lacions de la BnF, la biblioteca de l’Institut National d'Histoire de l'Art (al Saller Labrouste. des de 2016) i la biblioteca de l'École Nationale des Chartes. Va ser renovat completament a la dècada de 2010 i principis de la dècada de 2020 segons un disseny dels arquitectes Bruno Gaudin i Virginie Brégal.

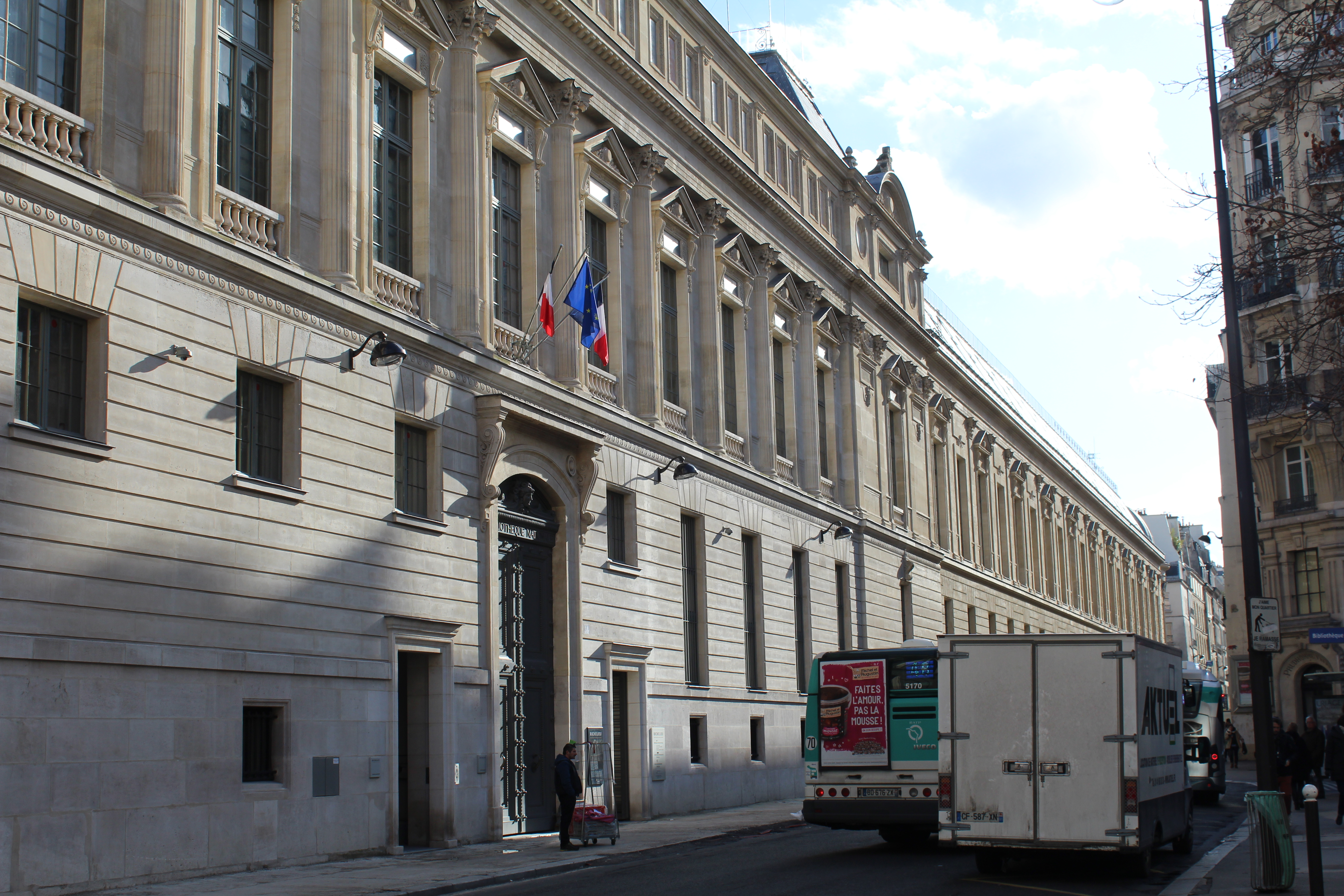
Façada del carrer Richelieu
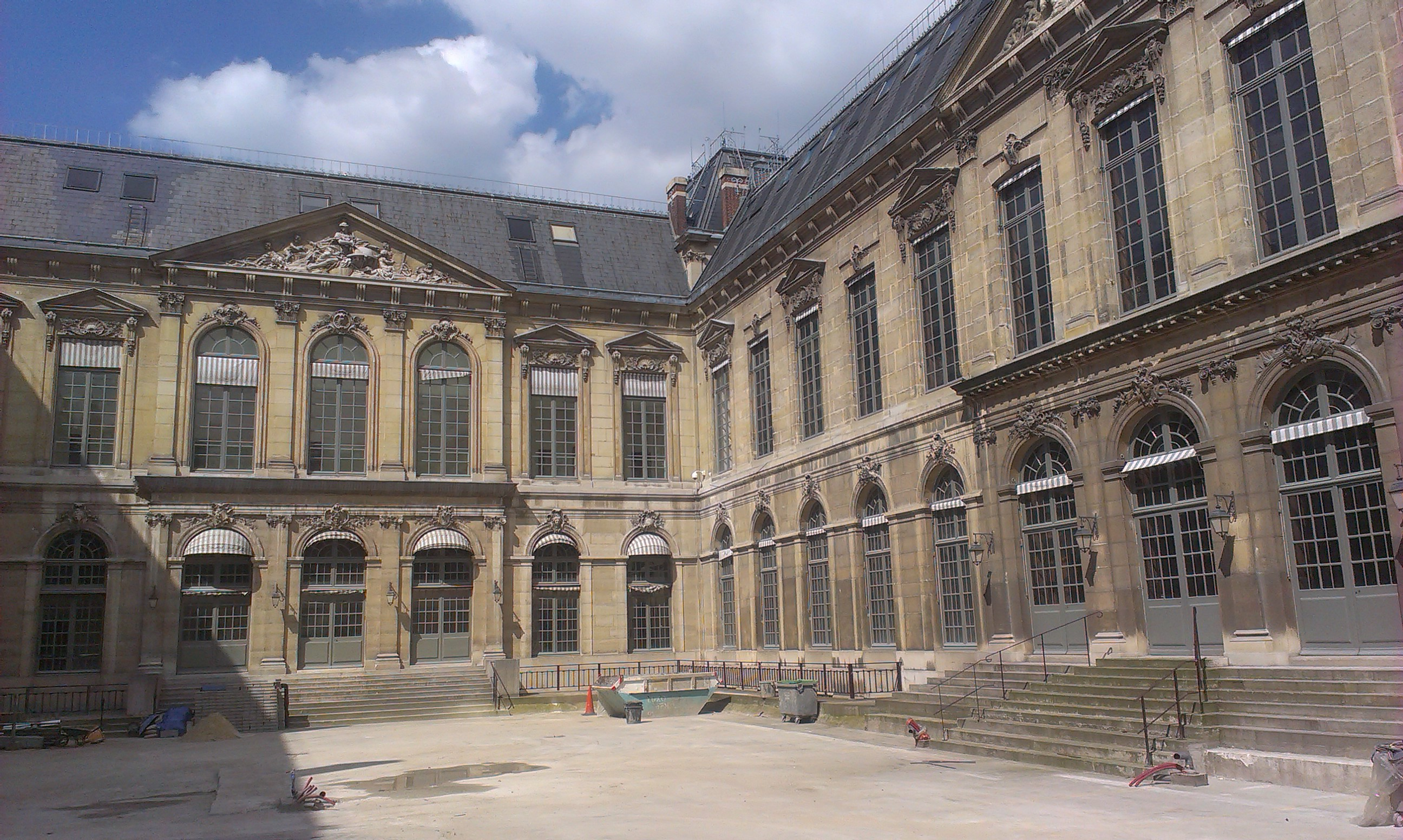
Cour d'honneur
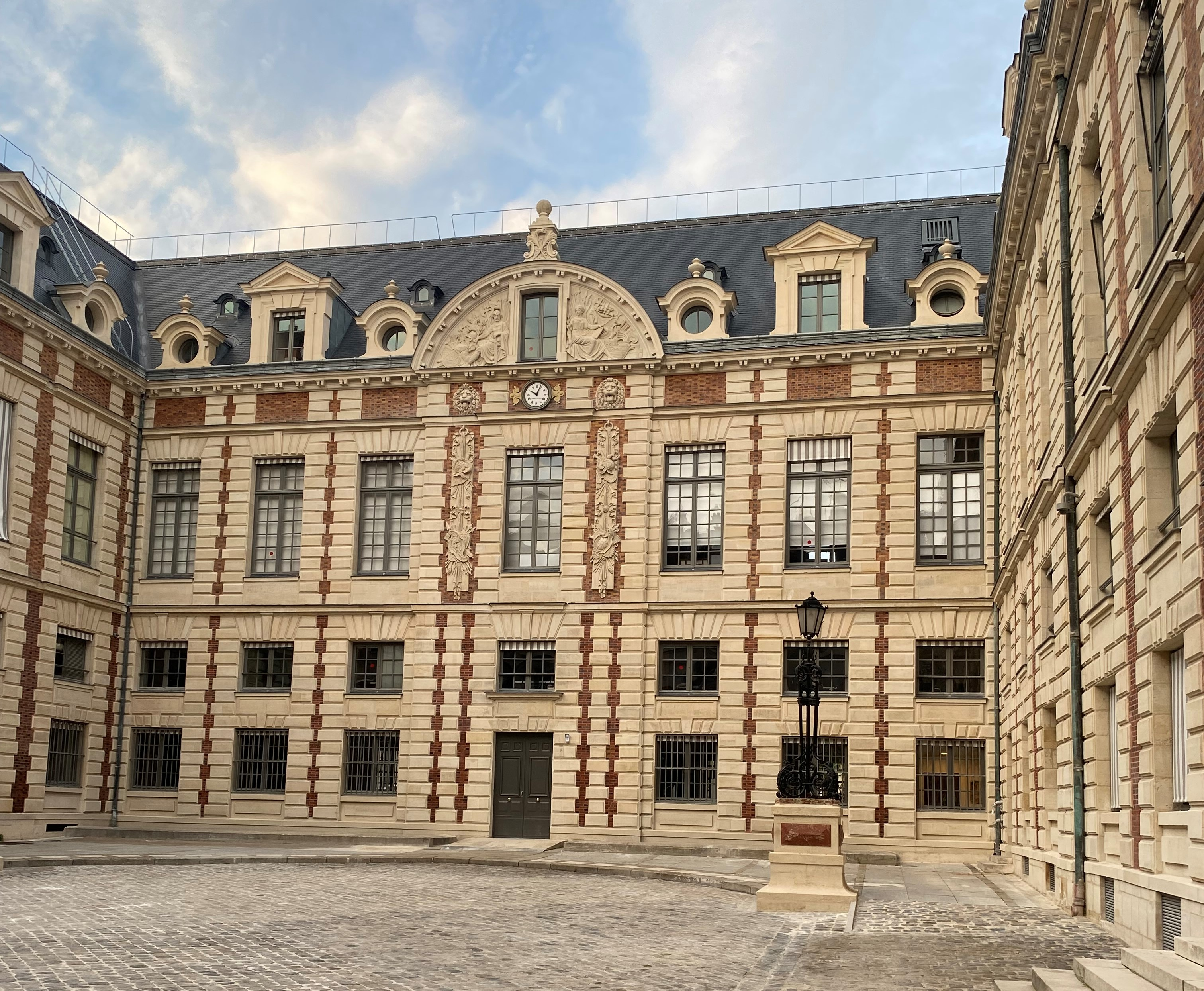
Pati de l'antic Hôtel Tubeuf, al carrer des Petits-Champs
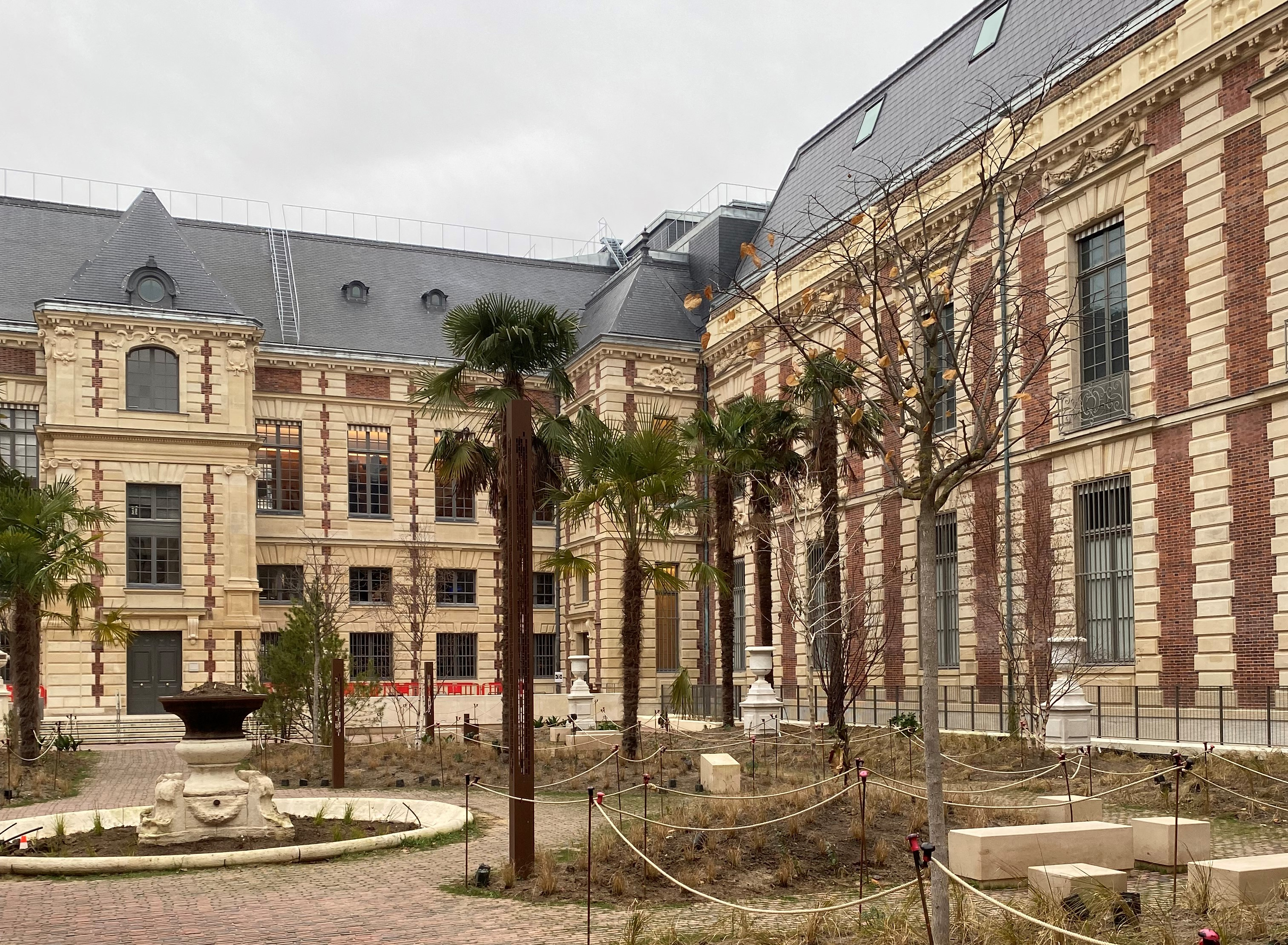
Jardí vorejant amb rue Vivienne
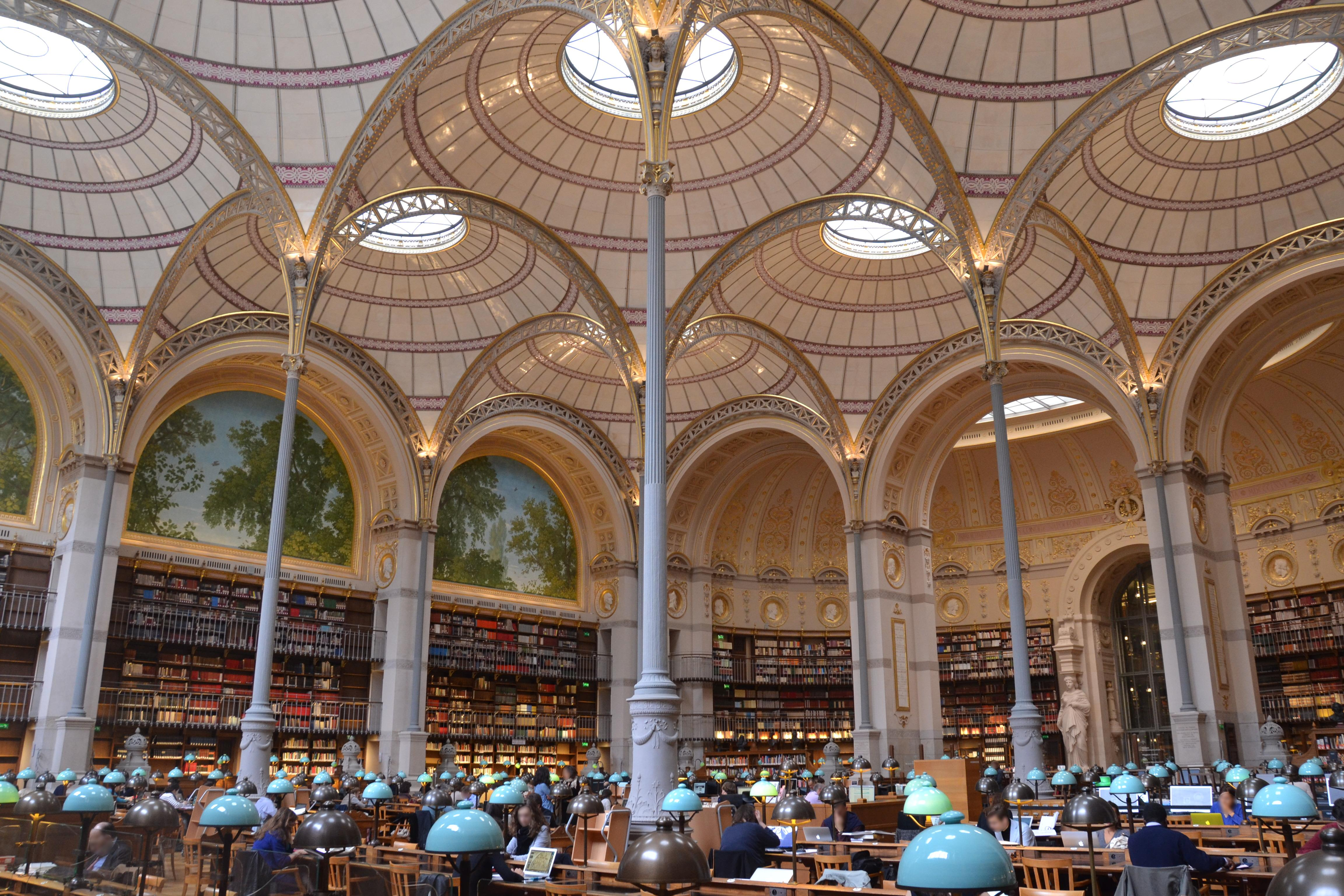
Salle Labrouste
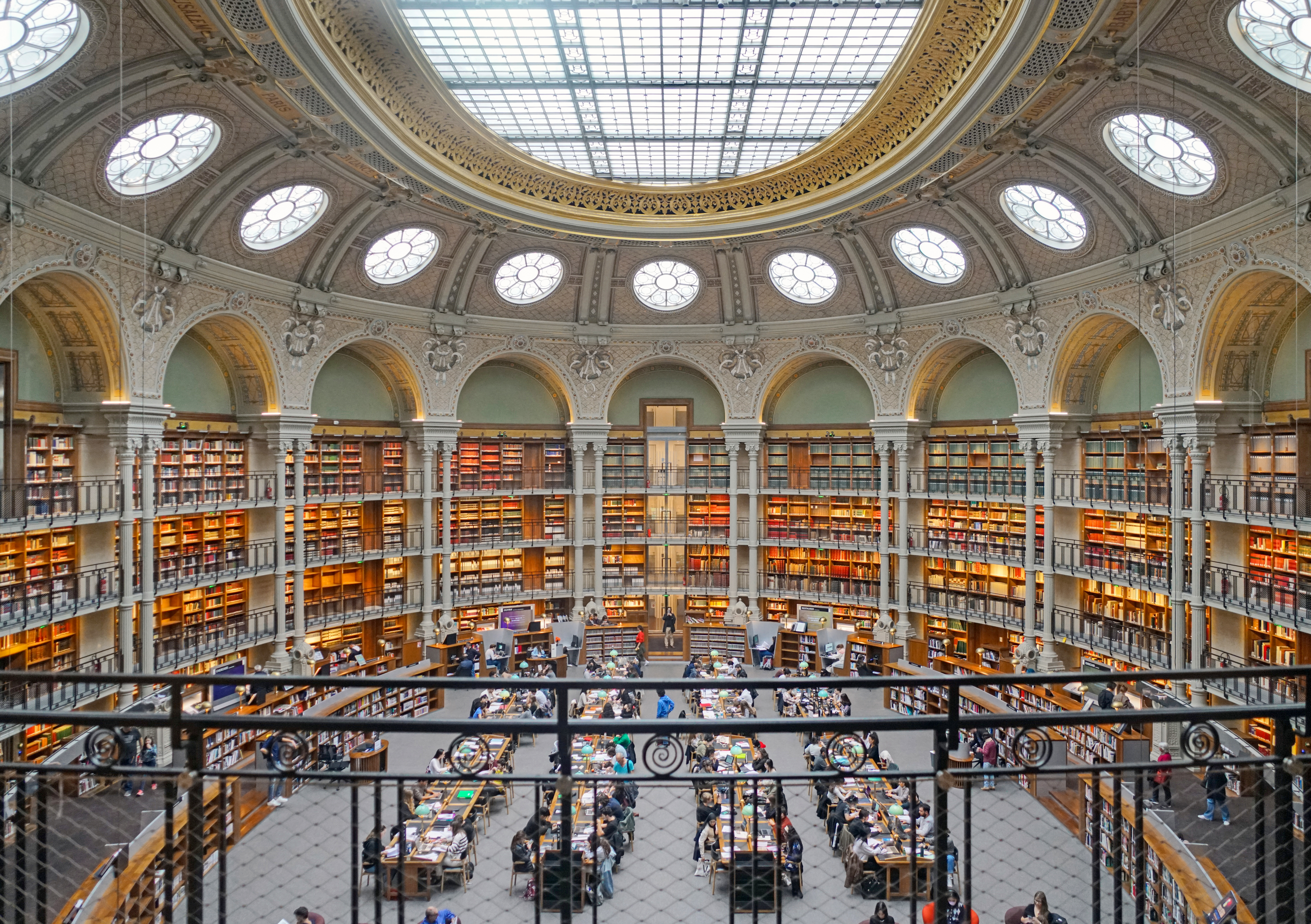
Salle Ovale
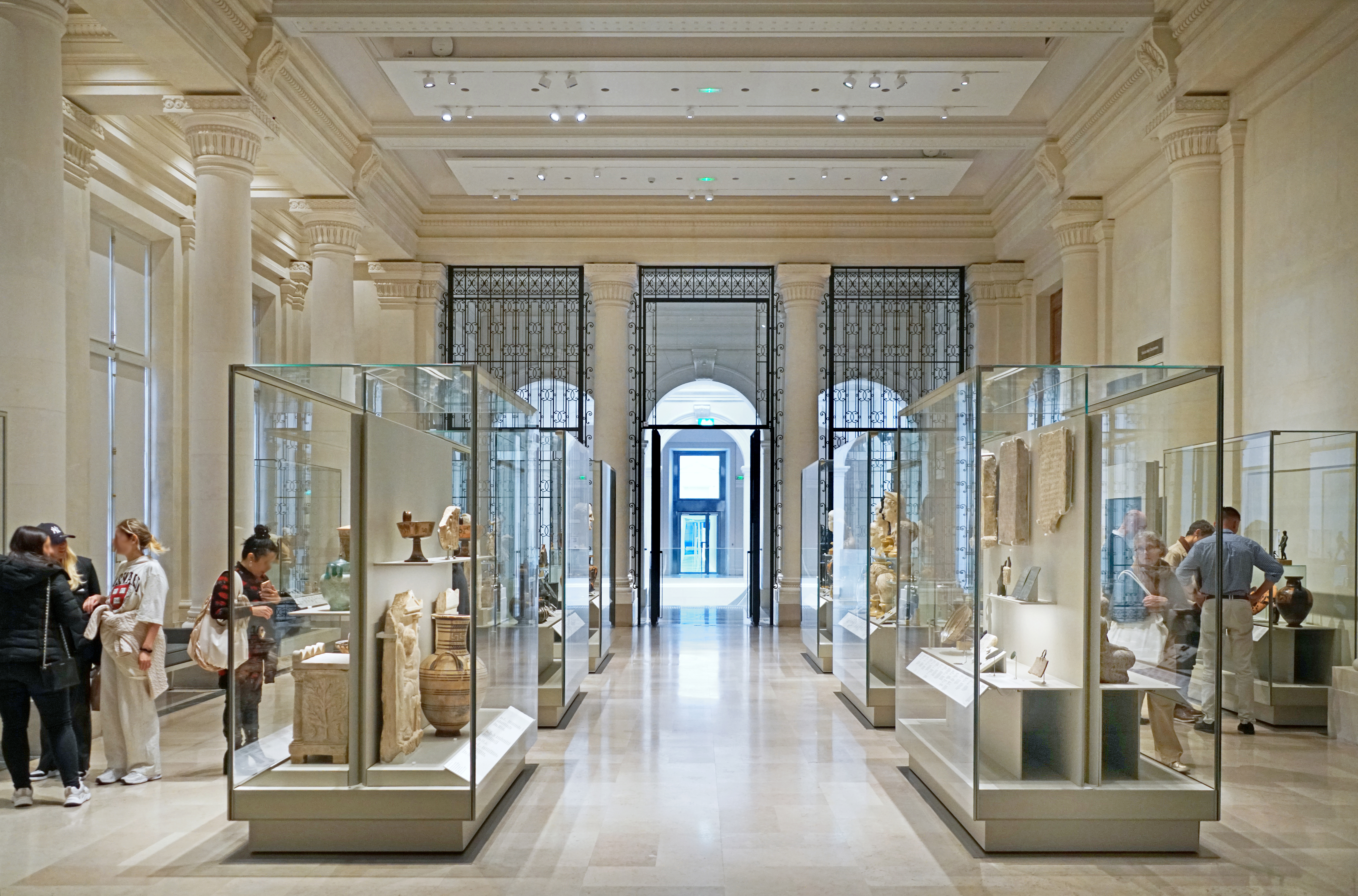
Museu BnF, salle des Colonnes

## Espai François-Miterrand

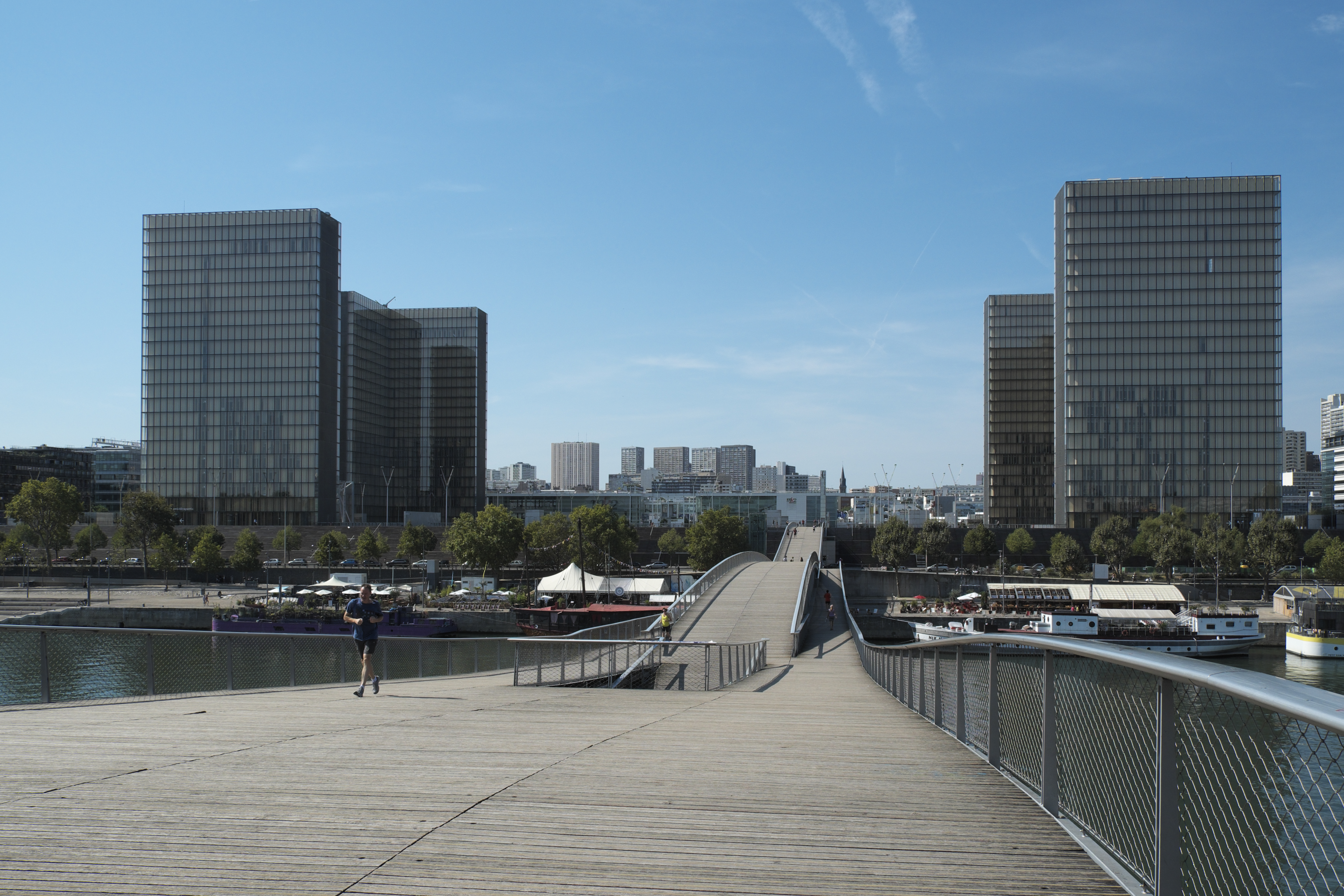
Vista de la Bibliothèque nationale de France, espai François-Miterrand

El 14 de juliol de 1988, el president François Mitterrand va anunciar «la construcció i l'ampliació d'una de les biblioteques més grans i modernes del món, destinada a cobrir tots els àmbits del coneixement, i dissenyada per ser accessible a tothom, utilitzant les tecnologies de transferència de dades més modernes, consultables a distància, i que col·laborarien amb altres biblioteques europees». A causa de l'oposició inicial dels sindicats, fins a l'agost de 2016 no es va instal·lar completament una xarxa sense fil.
El juliol de 1989 es van contractar els serveis del despatx d'arquitectes de Dominique Perrault. El disseny va ser reconegut amb el Premi d'Arquitectura Contemporània Mies van der Rohe l'any 1996. La construcció va ser a càrrec de Bouygues. La construcció de la biblioteca va tenir grans increments de costs i dificultats tècniques relacionades amb el seu disseny de gran alçada, tant és així que es va denominar TGB o Très Grande Bibliothèque, una al·lusió sarcàstica a l'èxit del sistema ferroviari d'alta velocitat francès, el TGV). Després del trasllat de les principals col·leccions de la Rue de Richelieu, la Biblioteca Nacional de França va ser inaugurada el 15 de desembre de 1996.
El 2016, la BnF contenia aproximadament 14 milions de llibres als seus quatre emplaçaments parisencs (Tolbiac, és a dir, Bibliothèque François-Mitterrand, i Richelieu, Arsenal i Opéra), així com documents impresos, manuscrits, gravats, fotografies, mapes i plànols, partitures, monedes, medalles, documents sonors, documents de vídeo i multimèdia, elements d'escenografia...

## Col·lecció de manuscrits
El departament de Manuscrits acull la col·lecció de manuscrits medievals i moderns més gran del món. La col·lecció inclou cançons de gesta medievals i novel·les de cavalleria, literatura oriental, religions oriental i occidental, història antiga, història científica i manuscrits literaris de Pascal, Diderot, Apollinaire, Proust, Colette, Sartre, etc. La col·lecció està organitzada:
- segons l'idioma (grec antic, llatí, francès i altres llengües europees, àrab, copte, etíop, hebreu, persa, turc, idiomes del Pròxim i de l'Orient Mitjà, xinès, japonès, tibetà, sànscrit, tàmil, idiomes índies, vietnamita, etc.)
- La biblioteca conté uns 5.000 manuscrits grecs antics, que es divideixen en tres fons: Ancien fonds grec, fonds Coislin i Fonds du Supplement grec.[11]
- segons el contingut: erudits i bibliòfils, col·leccions de materials dots, Arxius de la biblioteca, fons genealògics, províncies franceses, fons maçònic, etc.

## Biblioteca digital
Gallica és la biblioteca digital per als usuaris en línia de la Bibliothèque nationale de France i els seus socis. Es va establir l'octubre de 1997. Actualment, compta amb més de 6 milions de materials digitalitzats de diversos tipus: llibres, revistes, diaris, fotografies, dibuixos animats, dibuixos, gravats, cartells, mapes, manuscrits, monedes antigues, partitures, vestuari i escenografies de teatre, materials d'àudio i vídeo. Tots els materials de la biblioteca estan disponibles de manera gratuïta.
El 10 de febrer de 2010, una còpia digitalitzada de Scenes of Bohemian Life d’Henri Murger (1913) es va convertir en el milionè document de Gallica. I el febrer de 2019, el document cinc milions era una còpia del manuscrit Registre d'un viatge infructuós a les Índies Occidentals emmagatzemat a la Bibliothèque Inguimbertine.
El gener de 2020, Gallica havia posat a disposició en línia aproximadament:
- 6 milions de documents
- 690.311 llibres
- 176.341 mapes
- 144.859 manuscrits
- 1.468.952 imatges
- 3.968.841 diaris i revistes
- 51.055 partitures
- 51.170 enregistraments d'àudio
- 510.807 objectes
- 1.705 gravacions de vídeo

La majoria de les col·leccions de Gallica s'han convertit en format de text mitjançant reconeixement òptic de caràcters (processament OCR), que permet la cerca de text complet als materials de la biblioteca.
Cada document té un identificador digital, l'anomenat ARK (Arxival Resource Key) de la Biblioteca Nacional de França i va acompanyat d'una descripció bibliogràfica.

## Llista de directors

### 1369–1792
- 1369–1411: Gilles Mallet
- 1522–1540: Guillaume Budé
- 1540–1552: Pierre Duchâtel
- 1552–1567: Pierre de Montdoré
- 1567–1593: Jacques Amyot
- 1593–1617: Jacques-Auguste de Thou
- 1617–1642: François Auguste de Thou
- 1642–1656: Jérôme Bignon
- 1656–1684: Jérôme II Bignon
- 1560–1604: Jean Gosselin
- 1604–1614: Isaac Casaubon
- 1614–1645: Nicolas Rigault
- 1645–1651: Pierre Dupuy
- 1651–1656: Jacques Dupuy
- 1656–1676: Nicolas Colbert; Pierre de Carcavi (1663-1683)
- 1676–1684: Louis Colbert; Melchisédech Thévenot (1684-1691)
- 1684–1718: Camille Le Tellier de Louvois; Nicolas Clément (1691-1712)
- 1719–1741: Jean-Paul Bignon
- 1741–1743: Jérôme Bignon de Blanzy
- 1743–1772: Armand-Jérôme Bignon
- 1770–1784: Jérôme-Frédéric Bignon; Grégoire Desaunays (de 1775 a 1793)
- 1784–1789: Jean-Charles-Pierre Lenoir (dimissió)
- 1789–1792: Louis Le Fèvre d'Ormesson de Noyseau

### 1792-present
- 1792–1793: Jean-Louis Carra i Sébastien-Roch Nicolas de Chamfort
- 1793: Jean-Baptiste Cœuilhe (interí)
- 1793–1795: Jean Baptiste Lefebvre de Villebrune
- 1795–1796: André Barthélemy de Courcay
- 1796–1798: Jean-Augustin Capperonnier
- 1798–1799: Adrien-Jacques Joly
- 1799–1800: Aubin-Louis Millin de Grandmaison
- 1800–1803: Jean-Augustin Capperonnier
- 1803–1806: Pascal-François-Joseph Gossellin
- 1806–1829: Bon-Joseph Dacier
- 1830–1831: Joseph Van Praet
- 1832: Joseph Van Praet
- 1832: Jean-Pierre Abel-Rémusat
- 1832–1837: Jean-Antoine Letronne
- 1838–1839: Edmé François Jomard
- 1839: Charles Dunoyer
- 1839–1840: Antoine Jean Letronne
- 1840–1858: Joseph Naudet
- 1858–1874: Jules-Antoine Taschereau
- 1874–1905: Léopold Delisle
- 1905–1913: Henry Marcel
- 1913–1923: Théophile Homolle
- 1923–1930: Pierre-René Roland-Marcel
- 1930–1940: Julien Cain
- 1940–1944: Bernard Faÿ
- 1944–1945: Jean Laran
- 1945–1964: Julien Cain
- 1964–1975: Étienne Dennery
- 1975–1981: Georges Le Rider
- 1981–1984: Alain Gourdon
- 1984–1987: André Miquel
- 1987–1993: Emmanuel Le Roy Ladurie
- 1989–1994: Dominique Jamet
- 1994–1997: Jean Favier
- 1997–2002: Pierre-Jean Rémy
- 2002–2007: Jean-Noël Jeanneney
- 2007–2016: Bruno Racine
- 2016–present: Laurence Engel

## Mecenes notables
Raoul Rigault, líder durant la Comuna de París, era conegut per ocupar habitualment la biblioteca i llegir interminables exemplars del diari Le Père Duchesne.

## En la cultura popular
Alain Resnais va dirigir Toute la mémoire du monde, un curtmetratge de 1956 sobre la biblioteca i les seves col·leccions.